# Сладкодум
Сладкодум (болг. Сладкодум) — село в Болгарии. Находится в Кырджалийской области, входит в общину Крумовград. Население составляет 2 человека.

## Политическая ситуация
В местном кметстве Морянци, в состав которого входит Сладкодум, должность кмета (старосты) исполняет Фахри  Халил Мустафа (Движение за права и свободы (ДПС)) по результатам выборов правления кметства.
Кмет (мэр) общины Крумовград — Себихан Керим Мехмед (Движение за права и свободы (ДПС)) по результатам выборов в правление общины.